# Fibración de Grothendieck
Una fibración de Grothendieck (o categoría fibrada) es un funtor {\displaystyle p\colon \mathbb {E} \to \mathbb {B} } tal que para cualquier {\displaystyle E\in \mathbb {E} } y cualquier {\displaystyle f\colon B\to p(E)} existe un morfismo cartesiano {\displaystyle \phi \colon E'\to E} tal que {\displaystyle p(\phi )=f}.

## Definición formal
Sea {\displaystyle p\colon \mathbb {E} \to \mathbb {B} } un funtor. Un morfismo {\displaystyle f\colon X\to Y} entre objetos de {\displaystyle \mathbb {E} } es cartesiano sobre el morfismo {\displaystyle u\colon I\to J} si {\displaystyle p(f)=u} y además para cualquier {\displaystyle g\colon Z\to Y} tal que {\displaystyle p(g)=u\circ w} existe un único {\displaystyle h\colon p(Z)\to J} tal que {\displaystyle p(h)=w} y {\displaystyle f\circ h=g}.  Decimos que el funtor {\displaystyle p\colon \mathbb {E} \to \mathbb {B} } es una fibración de Grothendieck si para cada morfismo de la forma {\displaystyle u\colon I\to p(Y)} existe un morfismo cartesiano sobre él.

### Ejemplo
Consideramos la categoría {\displaystyle {\mathsf {Pred}}} cuyos objetos son pares determinados por un conjunto y un subconjunto suyo {\displaystyle X\subseteq I}. Podemos interpretar cada uno de los objetos de la categoría como un predicado sobre los elementos del conjunto {\displaystyle I}: el predicado que cumplen sólo aquellos elementos que pertenecen al subconjunto {\displaystyle X}. Un morfismo desde {\displaystyle X\subseteq I} hacia {\displaystyle Y\subseteq J} viene determinado por una función {\displaystyle u\colon I\to J} tal que {\displaystyle u(X)\subseteq Y}; es decir, que puede restringirse a {\displaystyle u_{|X}\colon X\to Y}.
La proyección {\displaystyle \pi \colon {\mathsf {Pred}}\to {\mathsf {Set}}} determinada por {\displaystyle \pi (X\subseteq I)=I} es una fibración de Grothendieck. Para cada morfismo {\displaystyle u\colon I\to J} y cada predicado {\displaystyle (Y\subseteq J)} podemos construir el morfismo cartesiano {\displaystyle u^{\ast }(Y)\to Y} determinado por un producto fibrado de la inclusión {\displaystyle Y\to J} y {\displaystyle u\colon I\to J}.  Este morfismo es cartesiano debido a la propiedad universal del producto fibrado.